# Bamunari
Bamunari é uma vila no distrito de Hugli, no estado indiano de Bengala Ocidental.

## Demografia
Segundo o censo de 2001, Bamunari tinha uma população de 6913 habitantes. Os indivíduos do sexo masculino constituem 52% da população e os do sexo feminino 48%. Bamunari tem uma taxa de literacia de 72%, superior à média nacional de 59,5%; com 55% para o sexo masculino e 45% para o sexo feminino. 11% da população está abaixo dos 6 anos de idade.